# عروق پلکی مدیال
شریان پلکی داخلی (به انگلیسی: Medial palpebral arteries) از سرخرگ‌های سر است و دو شاخهٔ زیرین و زبرین دارد. این سرخرگ از سرخرگ چشمی سرچشمه می‌گیرد.

## لایه‌ها
آن‌ها با احاطه بر کُرهٔ چشم، به سوی پلک‌ها می‌روند و در نزدیکی حاشیهٔ آزاد خود، تشکیل یک قوسِ زبرین و یک قوس زیرین را میانِ ماهیچه حلقوی چشم و تارسی می‌دهند.

## نگارخانه

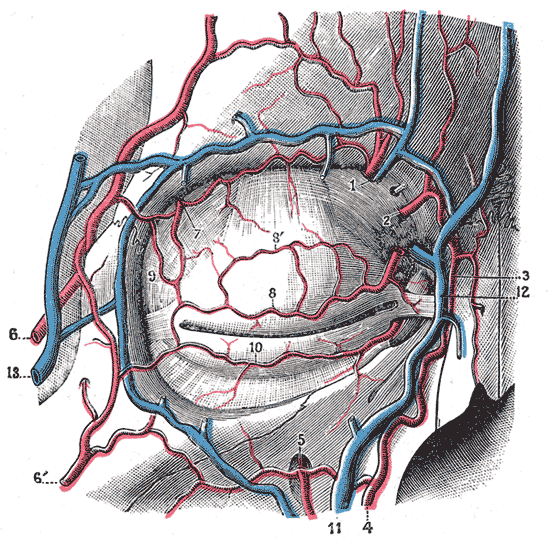
رگ‌های خونی پلک (نمای جلویی)